# Herkingrade
Herkingrade ist ein Ort und Stadtteil in Radevormwald im Oberbergischen Kreis im nordrhein-westfälischen Regierungsbezirk Köln in Deutschland.

## Lage
Der Ort liegt an der Landesstraße 130 in einer Fortsetzung der Linie Dahlerau, Keilbeck und Auf der Brede. In Herkingrade befindet sich ein Standort und eine Löschgruppe der Freiwilligen Feuerwehr Radevormwald.
Durch den Ort fließt der Herkingrader Bach. Seine Quelle findet sich nordöstlich der Siedlung. Der Bach mündet im Süden von Keilbeck in die Uelfe.
Neben einem Bauernhof wird der kleine Ort von Wohnbebauung dominiert, eine Gaststätte befindet sich ebenfalls dort.

## Geschichte

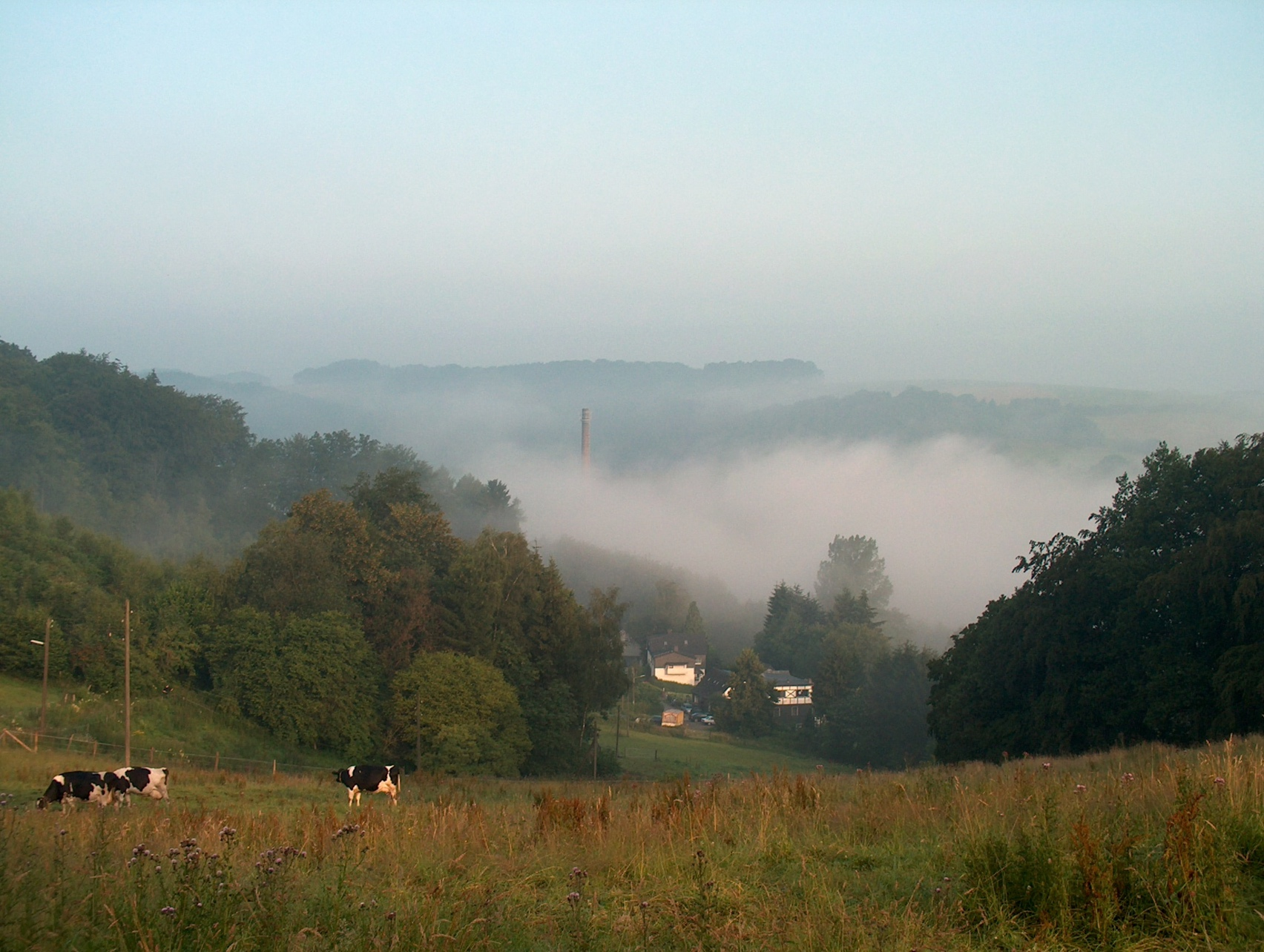
Blick von Herkingrade ins Tal der Wupper

1315 wurde der Ort das erste Mal urkundlich erwähnt und zwar erwirbt „Graf Adolf VI. von Berg von Gottfried von Sayn u. a. das Freigut Herkintrayde“.
Schreibweise der Erstnennung: Herkintrayde
1815/16 besaß der Ort 106 Einwohner. 1832 gehörte der Ort zum Kirchspiel Remlingrade des ländlichen Außenbezirks der Bürgermeisterei Radevormwald. Der laut der Statistik und Topographie des Regierungsbezirks Düsseldorf als Dorfschaft kategorisierte Ort besaß zu dieser Zeit 21 Wohnhäuser und elf landwirtschaftliche Gebäude. Zu dieser Zeit lebten 197 Einwohner im Ort, 39 katholischen und 158 evangelischen Glaubens. 1888 sind in dem Gemeindelexikon der Rheinprovinz 19 Wohnhäuser mit 197 Einwohnern verzeichnet.
- 1877 Gründung der Feuerwehr-Löschgruppe Herkingrade
- 1883 Bau eines Spritzenhauses
- 1964 Neubau eines Feuerwehrhauses (diverse Um- und Anbauten in den Jahren 1990–1994)
- 2003 Beginn eines Anbaus an das Feuerwehrhaus für das DRK, Ortsgruppe Dahlhausen

## Bauwerke
Im Jahr 1883 wurde in Herkingrade eine Brennerei in Betrieb genommen, in der ein klarer Korn mit 32 % Alkoholgehalt mit einer Tagesproduktion von 400 bis 450 Litern gebrannt wurde. Der Hefeanfall wurde an die umliegenden Bäckereien verkauft.
Im Ersten Weltkrieg wurde die Produktion eingestellt, denn das Kupfer der Apparate wurde für die Rüstung benötigt.
Das Gebäude, welches von einem ansässigen Bauern als Lagerraum Verwendung fand, existiert heute noch, allerdings ohne den Schornstein, der im August 1965 wegen Baufälligkeit abgerissen wurde.

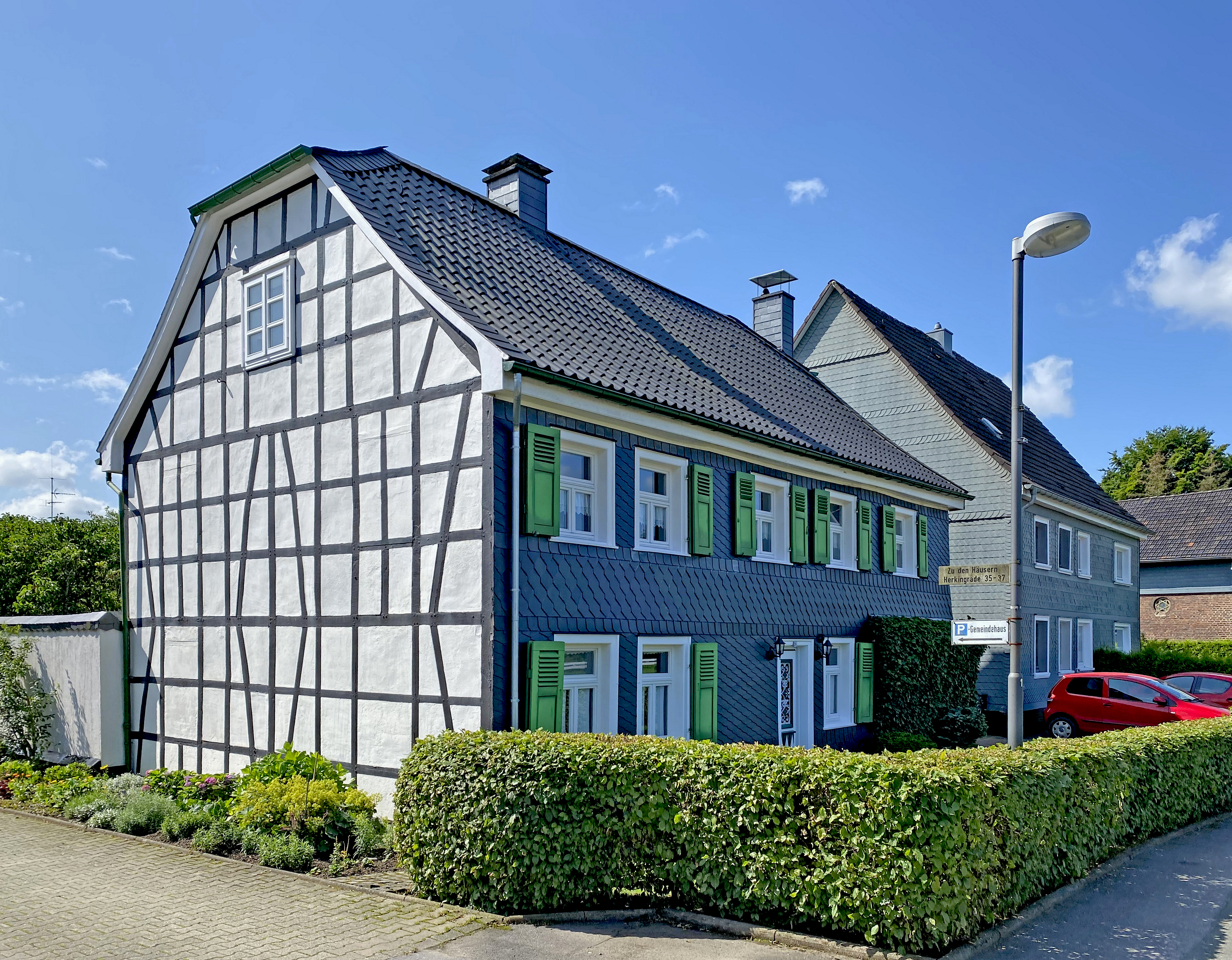
Herkingrade 38
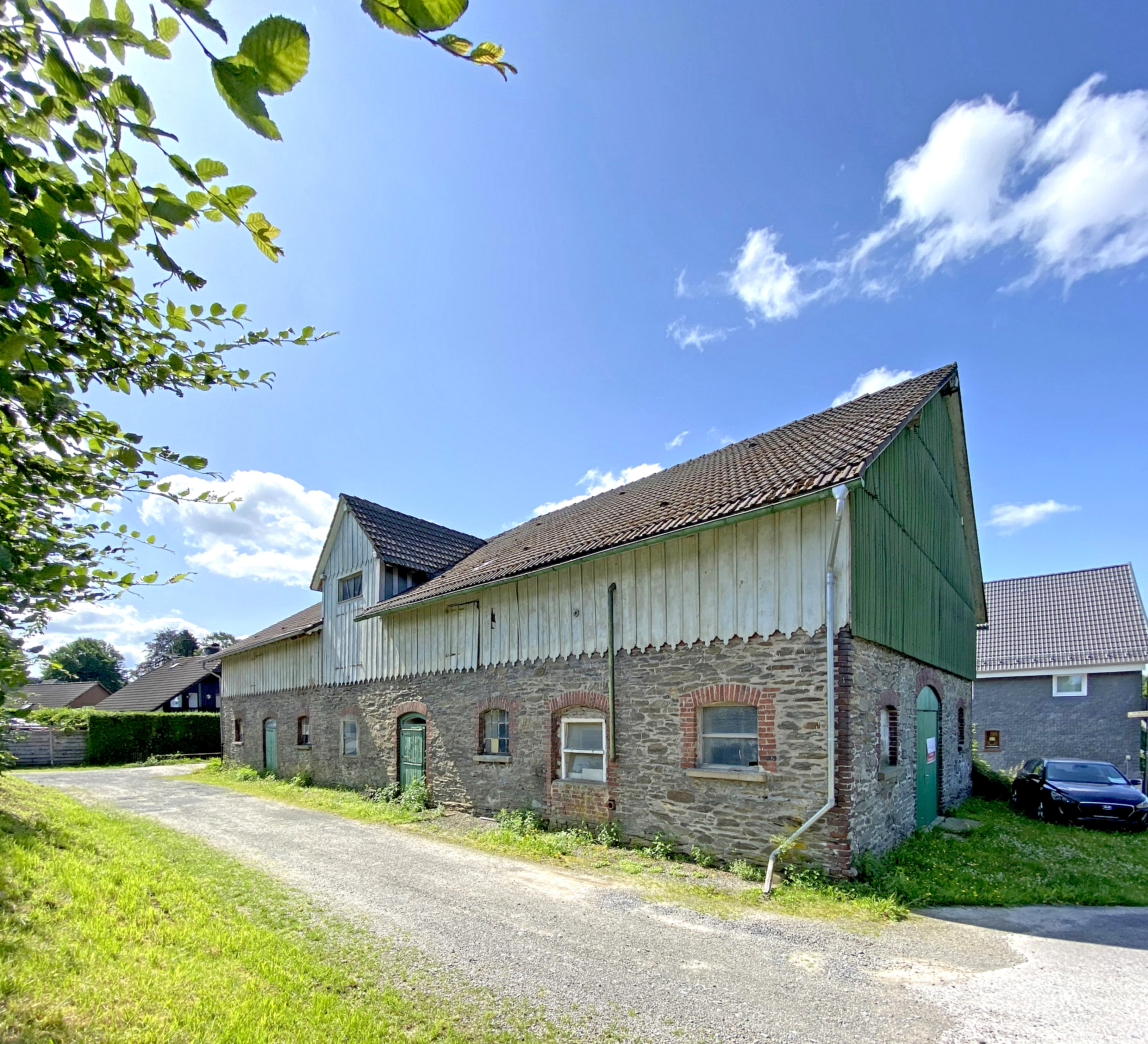
Schönes altes Stallgebäude
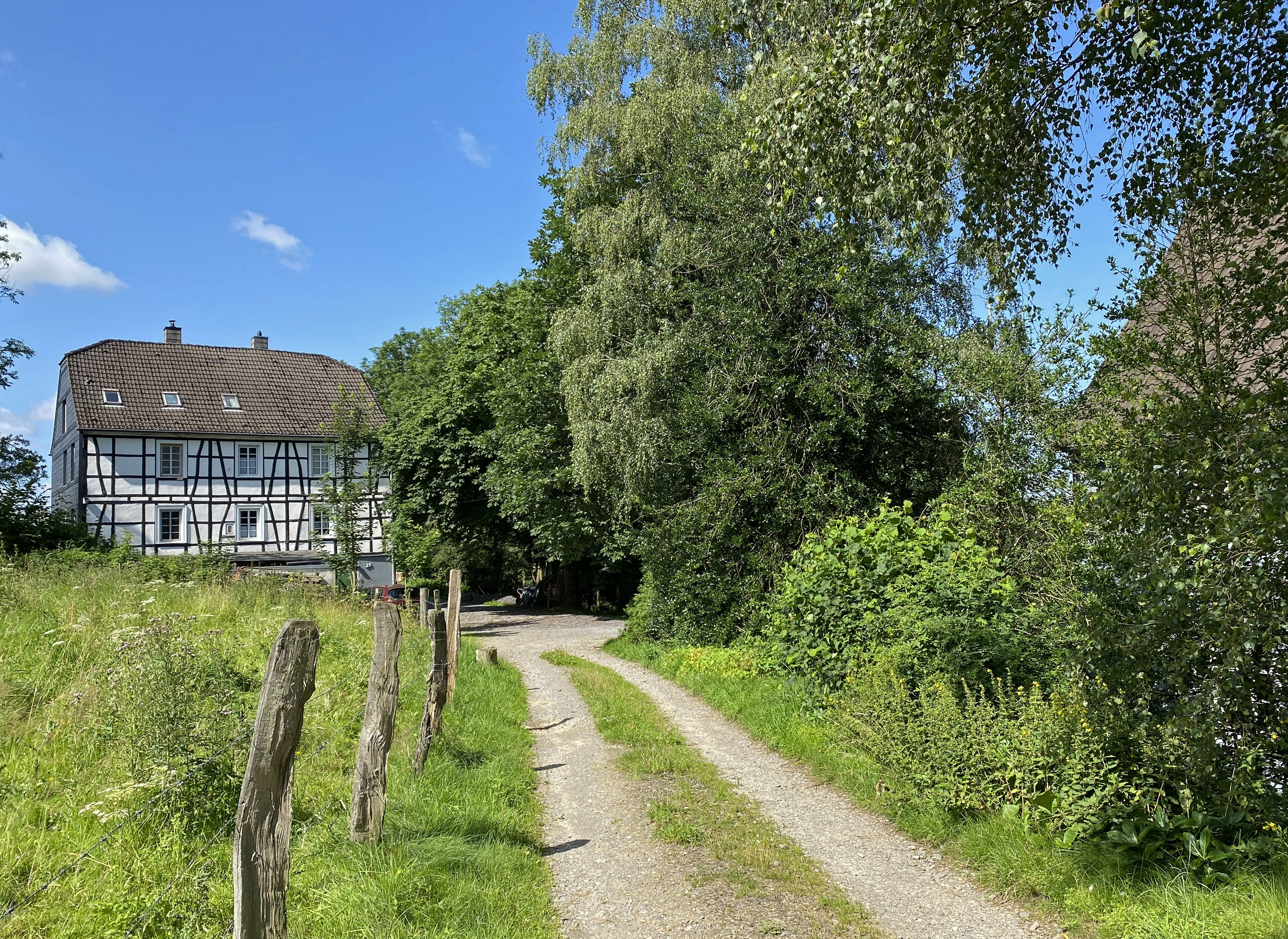
Baudenkmal Herkingrade 21
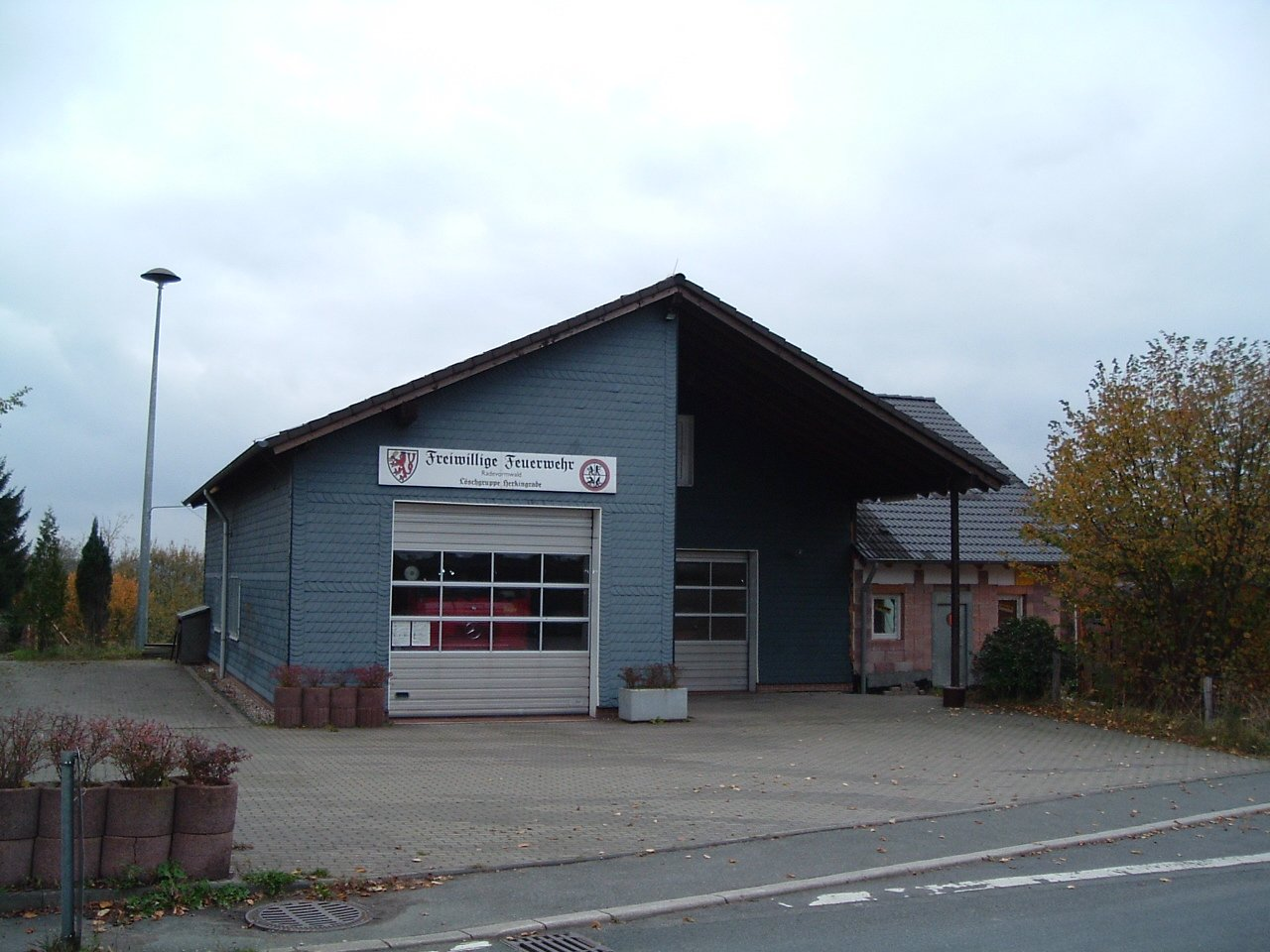
Löschgruppe der Radevormwalder Feuerwehr in Herkingrade im Oktober 2004

## Persönlichkeiten
- Werner Spannagel (1909–1943), Boxer

## Vereine und Einrichtungen
- Freiwillige Feuerwehr Herkingrade

## Wander- und Radwege
Folgende Wanderwege führen durch den Ort:
- Der Wald-Wasser-Wolle-Wander-Weg
- Die Ortsrundwanderwege A4 und A6